# ビゼルト
ビゼルト（フランス語: Bizerte; アラビア語: بنزرت, ラテン文字転写: Banzart; イタリア語: Biserta）は、チュニジアの都市。ビゼルト県の県都で、2004年調査では人口114,371人である。

## 地理
ビゼルトはチュニジア北岸にあり、首都チュニスから66km北方、アフリカ大陸最北端のブラン岬から15 km離れている。地中海を挟み、シチリア島やサルデーニャ島と近い。

### 気候
典型的な地中海性気候である。チュニジア国内では冬季の降水量に恵まれ、夏季は乾燥するものの比較的冷涼なため一年を通じて温和な気候である。
| ビゼルト (1901–1960, 極値 1901–1992)の気候      | ビゼルト (1901–1960, 極値 1901–1992)の気候 | ビゼルト (1901–1960, 極値 1901–1992)の気候 | ビゼルト (1901–1960, 極値 1901–1992)の気候 | ビゼルト (1901–1960, 極値 1901–1992)の気候 | ビゼルト (1901–1960, 極値 1901–1992)の気候 | ビゼルト (1901–1960, 極値 1901–1992)の気候 | ビゼルト (1901–1960, 極値 1901–1992)の気候 | ビゼルト (1901–1960, 極値 1901–1992)の気候 | ビゼルト (1901–1960, 極値 1901–1992)の気候 | ビゼルト (1901–1960, 極値 1901–1992)の気候 | ビゼルト (1901–1960, 極値 1901–1992)の気候 | ビゼルト (1901–1960, 極値 1901–1992)の気候 | ビゼルト (1901–1960, 極値 1901–1992)の気候 |
| 月                                              | 1月                                        | 2月                                        | 3月                                        | 4月                                        | 5月                                        | 6月                                        | 7月                                        | 8月                                        | 9月                                        | 10月                                       | 11月                                       | 12月                                       | 年                                         |
| ----------------------------------------------- | ------------------------------------------ | ------------------------------------------ | ------------------------------------------ | ------------------------------------------ | ------------------------------------------ | ------------------------------------------ | ------------------------------------------ | ------------------------------------------ | ------------------------------------------ | ------------------------------------------ | ------------------------------------------ | ------------------------------------------ | ------------------------------------------ |
| 最高気温記録 °C （°F）                          | 27.0 (80.6)                                | 27.2 (81)                                  | 31.2 (88.2)                                | 34.2 (93.6)                                | 39.0 (102.2)                               | 45.0 (113)                                 | 46.6 (115.9)                               | 48.0 (118.4)                               | 45.0 (113)                                 | 37.0 (98.6)                                | 34.0 (93.2)                                | 25.3 (77.5)                                | 48.0 (118.4)                               |
| 平均最高気温 °C （°F）                          | 15.0 (59)                                  | 15.4 (59.7)                                | 17.5 (63.5)                                | 20.0 (68)                                  | 23.1 (73.6)                                | 27.8 (82)                                  | 30.2 (86.4)                                | 30.9 (87.6)                                | 29.2 (84.6)                                | 24.4 (75.9)                                | 20.6 (69.1)                                | 16.0 (60.8)                                | 22.5 (72.5)                                |
| 日平均気温 °C （°F）                            | 11.3 (52.3)                                | 11.6 (52.9)                                | 13.4 (56.1)                                | 15.4 (59.7)                                | 18.4 (65.1)                                | 22.5 (72.5)                                | 25.2 (77.4)                                | 25.9 (78.6)                                | 24.4 (75.9)                                | 20.4 (68.7)                                | 16.4 (61.5)                                | 12.6 (54.7)                                | 18.1 (64.6)                                |
| 平均最低気温 °C （°F）                          | 7.7 (45.9)                                 | 7.8 (46)                                   | 9.4 (48.9)                                 | 10.9 (51.6)                                | 13.4 (56.1)                                | 17.8 (64)                                  | 20.2 (68.4)                                | 21.0 (69.8)                                | 19.6 (67.3)                                | 16.0 (60.8)                                | 12.0 (53.6)                                | 9.2 (48.6)                                 | 13.8 (56.8)                                |
| 最低気温記録 °C （°F）                          | −3.0 (26.6)                                | −1.0 (30.2)                                | 0.0 (32)                                   | 1.0 (33.8)                                 | 4.0 (39.2)                                 | 8.0 (46.4)                                 | 8.0 (46.4)                                 | 10.0 (50)                                  | 8.9 (48)                                   | 4.9 (40.8)                                 | 0.0 (32)                                   | 0.0 (32)                                   | −3.0 (26.6)                                |
| 降水量 mm （inch）                              | 112 (4.41)                                 | 79 (3.11)                                  | 56 (2.2)                                   | 44 (1.73)                                  | 24 (0.94)                                  | 12 (0.47)                                  | 4 (0.16)                                   | 7 (0.28)                                   | 34 (1.34)                                  | 70 (2.76)                                  | 92 (3.62)                                  | 119 (4.69)                                 | 653 (25.71)                                |
| 平均降水日数 （≥0.1 mm）                        | 16                                         | 13                                         | 12                                         | 9                                          | 6                                          | 4                                          | 2                                          | 3                                          | 8                                          | 11                                         | 13                                         | 16                                         | 113                                        |
| % 湿度                                          | 83                                         | 80                                         | 78                                         | 78                                         | 75                                         | 70                                         | 68                                         | 69                                         | 75                                         | 78                                         | 83                                         | 83                                         | 77                                         |
| 平均月間日照時間                                | 142.6                                      | 163.9                                      | 217.0                                      | 237.0                                      | 303.8                                      | 330.0                                      | 384.4                                      | 356.5                                      | 267.0                                      | 207.7                                      | 153.0                                      | 133.3                                      | 2,896.2                                    |
| 平均日照時間                                    | 4.6                                        | 5.8                                        | 7.0                                        | 7.9                                        | 9.8                                        | 11.0                                       | 12.4                                       | 11.5                                       | 8.9                                        | 6.7                                        | 5.1                                        | 4.3                                        | 7.9                                        |
| 出典1：Deutscher Wetterdienst                   |                                            |                                            |                                            |                                            |                                            |                                            |                                            |                                            |                                            |                                            |                                            |                                            |                                            |
| 出典2：Arab Meteorology Book (humidity and sun) |                                            |                                            |                                            |                                            |                                            |                                            |                                            |                                            |                                            |                                            |                                            |                                            |                                            |

## 歴史
ビゼルトはチュニジア国内でも古い都市で、最もヨーロッパ風の都市である。紀元前1000年頃、ティール出身のフェニキア人が建設した。また、チュニジアがフランスから独立を果たした後もフランス管理下にあった最後の町であった。
初めは小さなフェニキア人の海港であったが、ポエニ戦争でシラクサ僭主アガトクレスが敗退した後、カルタゴ支配下に入った。市は後にヒッポ・ディアリトゥス（Hippo Diarrhytus）の名のもとで古代ローマに占領・解体され、ウティカへ移された。
ビゼルトは647年にアラブ人によって占領された（このときにビゼルトの名が与えられた）。1535年には神聖ローマ皇帝カール5世軍に占領され、1574年にはオスマン帝国が町を占領した。ビゼルトはバルバリア海賊の港であり、フランス王国とヴェネツィア共和国の間で支配権を巡り争われたこともあった。
1878年のベルリン条約により、フランスがビゼルト管理権を獲得し、市内に大規模な海軍港を建設した。
1924年、フランス政府が公式にソビエト連邦を承認後、白軍のロシア艦隊としてビゼルト港に停泊していた旧ロシア帝国艦船がソ連政府へ引き渡されることになった。しかしソ連側が艦船受け入れのための港湾施設の整備や修理工場の手配、代金の支払いをしなかったため、艦船は実際には港から動かされず、売却されて1930年代に現地で解体された。
地中海の軍事的要所にあるため、フランスはビゼルトに海軍基地をおいておきたかった。1956年のチュニジア独立後、フランスがビゼルトを管理下においたままであったのはそのためであった。しかし1961年、ビゼルトはチュニジア陸海両軍の攻撃を受けた。フランスは7,000人の落下傘兵と3隻の軍艦を送り込んだ。3日間の戦闘の結果、チュニジア側は700人の死亡者、1,200人の負傷者を出したのに対し、フランス側は24人の死亡者と100人の負傷者を出した（ビゼルト危機）。フランス軍がとうとうビゼルトを明け渡したのは、1963年10月15日だった。

## 経済
ビゼルト経済は非常に変化に富む。軍事基地があり年間通して観光が行われているが、チュニジア東岸諸都市と比較にならない。織物、自動車部品、台所用品といった製造業、また漁業、果樹栽培、穀物生産が行われている。ビゼルトは、品質の高いブドウで作られるワインで有名である。

## 名義だけの聖職
ヒッポ・ディアリトゥスはカトリック教会の名義だけの司教であった（en:Titular See）。現在もこの慣習が残っており、2004年10月からマンフレード・ゴーテが名乗っている。

## 姉妹都市
- タンジェ、モロッコ 1976年8月6日
- ポートサイド、エジプト 1977年1月13日
- アンナバ、アルジェリア 1985年4月12日
- カラマタ、ギリシャ 1997年6月22日
- パレルモ、イタリア 2001年3月6日